# Patryk Noworyta
Patryk Noworyta (ur. 4 lipca 1983) – polski hokeista, reprezentant Polski. 

## Kariera
- Unia Oświęcim (2001-2005)
- Cracovia (2005)
- Unia Oświęcim (2005-2007)
- Cracovia (2007-2011)
- Unia Oświęcim (2011-2012)
- Cracovia (2012-2019)
- Unia Oświęcim (2019-2023)

Wychowanek Unii Oświęcim. Od 2011 do 2012 zawodnik tego klubu. Od maja 2012 zawodnik Cracovii. W marcu 2014 przedłużył kontrakt o dwa lata. W maju 2019 ponownie został zawodnikiem Unii. Latem ogłosił zakończenie kariery zawodniczej.
W trakcie kariery określany pseudonimem Benek.

## Sukcesy
- Złoty medal mistrzostw Polski: 2002, 2003, 2004 z Unią Oświęcim, 2008, 2009, 2011, 2013, 2016, 2017 z Cracovią
- Srebrny medal mistrzostw Polski: 2005, 2020[8], 2022 z Unią Oświęcim, 2010, 2019 z Cracovią
- Brązowy medal mistrzostw Polski: 2012, 2023 z Unią Oświęcim
- Puchar Polski: 2002 z Unią Oświęcim, 2013 z Cracovią
- Finał Pucharu Polski: 2004, 2011 z Unią Oświęcim, 2007, 2017 z Cracovią, 2019, 2021, 2022 z Unią Oświęcim
- Superpuchar Polski: 2014, 2017 z Cracovią